# 下層植被
在林业和生态学中，下層植被是指生长在森林樹冠之下森林地面之上的植物。由於只有一小部分陽光光线能穿透树冠，所以下層植被一般都是耐阴良好的植物。下層植被通常由因缺乏光照而发育不良的树木、其他对光照要求较低的小树、树苗、灌木、藤蔓和灌木丛组成。冬青、山茱萸属等小乔木就屬於常見的下層植被。